# Comitatul Winnebago, Illinois
Comitatul Winnebago (pronunțat AFI: ˌwɪnɪˈbeɪɡəʊ) este unul din cele 82 de comitate ale statului  Illinois,  Statele Unite ale Americii.

## Istoric
Comitatul a fost fondat în anul 1834 din părți ale comitatului Jo Daviess. În anul 1837 a fost deschis aici un oficiu poștal, iar în 1838 s-a jucat în localitate, prima piesă de teatru de o trupă din Chicago.

## Geografie
Comitatul Winnebago este situat în nordul statului Illinois la granița cu statul Wisconsin
Comitatul ocupă suprafața de 1.345 km², din care 14 km² este apă. Comitatele vecine enumerate în sensul acelor de ceasornic sunt: Boone County, DeKalb County, Ogle County și Stephenson County.

### Autostrăzi majore
- Interstate 39
- Interstate 90
- U.S. Highway 20
- U.S. Highway 51
- Illinois Route 2
- Illinois Route 70
- Illinois Route 75
- Illinois Route 173
- Illinois Route 251

### Comitate adiacente
- Rock County, Wisconsin (north)
- Boone County (east)
- DeKalb County (southeast)
- Ogle County (south)
- Stephenson County (west)
- Green County, Wisconsin (northwest)

## Demografie
După datele recensământului din anul 2000 orașul avea:
- 278.418 loc. cu o densitate de 209 loc./km²
- 107.980 gospodării
- 73.642 familii
- 82,46 % erau albi
- 10,53 % afroamericani
- 0,29 % amerindieni
- 1,72 % asiatici
- 0,04 % loc. de pe insulele din Pacific
- 3,11 % alte grupări etnice
- 1,86 % metiși și mulatri
- 6,90 % latino americani

## Localități

### Cities
- Loves Park
- Rockford
- South Beloit

### Villages
- Cherry Valley
- Durand
- Machesney Park
- New Milford
- Pecatonica
- Rockton
- Roscoe
- Winnebago

### Census-designated place
- Lake Summerset

### Unincorporated communities
- Alworth
- Argyle‡
- Harrison
- Seward
- Shirland

### Townships
Winnebago County is divided into these townships:
- Burritt
- Cherry Valley
- Durand
- Harlem
- Harrison
- Laona
- Owen
- Pecatonica
- Rockford
- Rockton
- Roscoe
- Seward
- Shirland
- Winnebago